# Jin Murai

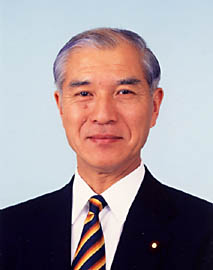
Jin Murai, 2001

Jin Murai (jap. 村井 仁, Murai Jin; * 28. März 1937 in Kiso-Fukushima (heute: Kiso), Präfektur Nagano) ist ein japanischer Politiker und von 2006 bis 2010 parteiloser Gouverneur der Präfektur Nagano. Zuvor war er Shūgiin-Abgeordneter der Liberaldemokratischen Partei und als Vorsitzender der Nationalen Kommission für Öffentliche Sicherheit Minister im Kabinett Koizumi.
Murai schloss 1959 sein Studium der Wirtschaftswissenschaften an der Universität Tokio ab und wurde anschließend Beamter im MITI. Zwischenzeitlich war er für die japanischen Botschaften in Lagos und Canberra tätig. Bei der Shūgiin-Wahl 1986 kandidierte er erfolgreich für die LDP im 4. Wahlkreis Nagano für das Shūgiin und wurde danach fünfmal wiedergewählt. Von 1991 bis 1992 war er parlamentarischer Staatssekretär im Finanzministerium. 1993 wechselte er zur Erneuerungspartei, später zur Neuen Fortschrittspartei. Nach deren Auflösung kehrte er in die LDP zurück. Premierminister Jun’ichirō Koizumi ernannte ihn 2001 zum Vorsitzenden der Nationalen Kommission für Öffentliche Sicherheit und Staatsminister für Katastrophenschutz.
Bei der Shūgiin-Wahl 2005 trat Murai nicht mehr an, um 2006 als Parteiloser bei der Gouverneurswahl in Nagano anzutreten. Seine Kandidatur gegen den Amtsinhaber Yasuo Tanaka wurde von den damaligen Regierungsparteien LDP und Kōmeitō unterstützt. Er gewann die Wahl mit 612.725 zu 534.229 Stimmen.
Eine umstrittene Maßnahme seiner Amtszeit war die Aufhebung eines Moratoriums auf Dammbauten, das Tanaka erlassen hatte. Auch schaffte er das demonstrativ eingerichtete gläserne Büro seines Vorgängers ab.